# 1303

## Esdeveniments
- Fundació de la Universitat de Roma La Sapienza
- El Far d'Alexandria és malmès per un terratrèmol
- Batalla de Roslin entre escocesos i anglesos
- Batalla de Marj as-Suffar[1]
- Batalla del riu Cízic
- Massacre dels genovesos a mans dels almogàvers
- El conclave de 1303 escull Benet XI
- Acabaes les obres de la Capella dels Scrovegni
- Creació estimada de l'arqueta de Sant Cugat[2]

## Naixements
- 3 de juny, Finsta: Brígida de Suècia, religiosa i mística sueca, copatrona d'Europa (m. 1373).[3]

## Necrològiques
- 24 de setembre, Vallbona de les Monges: Geralda de Cardona, monja cistercenca que fou abadessa del monestir de Santa Maria de Vallbona.[4]
- 11 d'octubre, Roma, Estats Pontificis: Bonifaci VIII, Papa
- Beatriu de Castella i de Guzmán, reina consort de Portugal